# جويل فوستر
جويل فوستر (بالإنجليزية: Joel Foster)‏ هو قاضي ومحامي أمريكي، ولد في 1814، وتوفي في 1885 بسبب هجمات الحيوانات.